# Saint-André (Alta Garona)
Saint-André é uma comuna francesa na região administrativa de Occitânia, no departamento de Alta Garona. Estende-se por uma área de 18,69 km². Em 2010 a comuna tinha 235 habitantes (densidade: 12,6 hab./km²).